# Powiat Kuwabara
Powiat Kuwabara (jap. 桑原郡 Kuwabara-gun) – dawny powiat w Japonii, w prefekturze Kagoshima.

## Historia

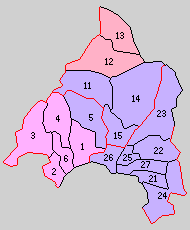
11. Yokogawa, 12. Kurino, 13. Yoshimatsu, 14. Makizono, 15. Nishisonoyama (1889 r.)

Powiat Kuwabara był częścią prowincji Satsuma. W pierwszym roku okresu Meiji na terenie powiatu znajdowało się 25 wiosek.
Powiat został założony 17 lutego 1879 roku. 1 kwietnia 1889 roku, w wyniku połączeń mniejszych wiosek, powiat został podzielony na 5 wiosek: Yokogawa, Kurino, Yoshimatsu, Makizono oraz Nishisonoyama.
1 kwietnia 1897 roku powiat Kuwabara został włączony w teren powiatu Aira. W wyniku tego połączenia powiat został rozwiązany.